# نابودگر: سرنوشت تاریک
نابودگر: سرنوشت تاریک (به انگلیسی: Terminator: Dark Fate) یک فیلم آمریکایی در ژانر اکشن علمی–تخیلی به کارگردانی تیم میلر و تهیه کنندگی جیمز کامرون است که در سال ۲۰۱۹ اکران شد. سرنوشت تاریک ششمین فیلم از سری فیلم‌های نابودگر است. لیندا همیلتون و آرنولد شوارتزنگر و مک کنزی دیویس ستارگان فیلم هستند. این فیلم دنباله‌ای مستقیم بر فیلم‌های نابودگر و نابودگر ۲: روز داوری است و سایر فیلم‌ها و سریال‌های ساخته شده از این سری را نادیده می‌گیرد.
این فیلم توسط تیم میلر و زیر نظر جیمز کامرون ساخته شد. سرنوشت تاریک با واکنش منفی منتقدان همراه بود. عملکرد تیم بازیگری و سکانس‌های اکشن تحسین شد اما از نظر فیلم‌نامه و طرح داستانی تکراری و نحوه روایت مورد انتقاد قرار گرفت. فیلم عملکرد ضعیفی در گیشه داشت. سرنوشت تاریک ۲۶۱ میلیون دلار در سراسر جهان فروش داشته‌است در حالی که بودجه ساخت آن ۱۹۶ میلیون دلار بوده‌است که آن را به یک بمب گیشه تبدیل می‌کند. ابتدا قرار بود دو دنباله برای این فیلم ساخته شود و به یک سه‌گانه تبدیل شود اما به دنبال شکست تجاری فیلم، اسکای‌دنس مدیا اعلام کرد که برنامه‌ای برای ساخت دنباله فیلم ندارد.

## خلاصهٔ داستان
۳ سال پس از اتفاقات قسمت دوم در سال ۱۹۹۸ سارا کانر و جان کانر در ساحل لیوینگستون گواتمالا هستند و ناگهان یک تی-۸۰۰ با شاتگان به جان حمله می‌کند و او را به قتل می‌رساند در حالی که سارا نمی‌تواند جان او را نجات دهد. سال‌ها بعد در سال ۲۰۴۲، سربازی به نام گریس با قابلیت‌های فیزیکی تکامل‌یافته، توسط نیروهای مقاومت، به زمان گذشته در سال ۲۰۱۹ در مکزیکو سیتی فرستاده می‌شود تا از زنی جوان به نام دنیلا راموس در برابر ریو-۹، نابودگر پیشرفته محافظت کند. چون دنیلا رهبر انسان‌ها در برابر ماشین‌ها در آینده خواهد شد و تهدیدی بزرگ برای لِژیون خواهد بود. لژیون که پس از نابودی اسکای‌نت به نوعی جایگزین آن شده‌است اکنون تصمیم گرفته همانند اسکای‌نت با فرستادن ریو-۹ و نابودی دنیلا پیروزی خود در آینده را تضمین کند. در ادامه سارا کانر نیز به گریس ملحق می‌شود. آنها که نمی‌توانند به تنهایی از پس ریو-۹ بر بیایند، مجبور می‌شوند که از تی-۸۰۰، قاتل جان که پس از انجام مأموریت خود به معاشرت با انسان‌ها پرداخته و در تگزاس تشکیل خانواده داده کمک بگیرند.

## بازیگران
- لیندا همیلتون در نقش سارا کانر، مادر جان کانر
  - مادی کورلی در نقش جوانی سارا کانر (بدل با چهره دیجیتالی لیندا همیلتون در نابودگر ۲)
- آرنولد شوارتزنگر در نقش کارل، یک نابودگر مسن تی-۸۰۰ مدل ۱۰۱
  - برت آذر در نقش جوانی نابودگر (بدل با چهره دیجیتالی آرنولد در نابودگر ۲)
- مک کنزی دیویس در نقش گریس (یک سرباز قاتل) با قابلیت‌های فیزیکی تکامل یافته.[۱۰]
- گابریل لونا در نقش ریو-۹، یک نابودگر پیشرفته که از آینده از طرف لِژیون برای کشتن دنی راموس فرستاده شده‌است[۱۱]
- ناتالیا ریس در نقش دنیلا راموس (دنی)
- دیگو بونتا در نقش دیگو راموس، برادر دنیلا
- انریکه آنسه در نقش ویسِنته، پدر دنیلا و دیگو راموس
- تریستان اوجوا در نقش فیلیپه گاندل، عمو دنیلا
- آلیسیا بوراچرو در نقش آلیشیا، همسر کارل
- ادوارد فرلانگ (فقط عملکرد صورت، ساخته شده توسط تصویر تولیدشده توسط کامپیوتر و ضبط حرکت) در نقش جان کانر، پسر سارا کانر که قرار بود رهبر آینده انسان‌ها در جنگ علیه ماشین‌ها (اسکای نت) شود[۱۲]
- جود کالی در نقش جان کانر (با چهره دیجیتالی ادوارد فرلانگ در فیلم نابودگر ۲)
- ارل بوئن در نقش دکتر پیتر سیلبرمن در فلاش بک فیلم به نابودگر ۲
- دانیل ایبانیس